# Konkordia
A Konkordia latin eredetű női név, a római mitológia egyik istennőjének nevéből ered. Jelentése: egyetértés.

## Gyakorisága
Az 1990-es években szórványos név, a 2000-es években nem szerepel a 100 leggyakoribb női név között.

## Névnapok
- január 1.[2]
- február 18.[2]